# Pyrausta occidentalis
Pyrausta occidentalis is een vlinder van de familie van de grasmotten (Crambidae). De wetenschappelijke naam van deze soort is voor het eerst voorgesteld als Botyodes occidentalis door Pieter Snellen in een publicatie uit 1887. De spanwijdte bedraagt 25 tot 29 millimeter.
De soort komt voor in Cuba, Puerto Rico en Curaçao.